# Northwest Public Radio
A Northwest Public Radio a Washingtoni Állami Egyetem által a Nortwest Public Broadcasting részeként, a National Public Radióval, a Public Radio Internationallel és az American Public Mediával partnerségben üzemeltetett rádióhálózat.
A 19 csatorna és 13 átjátszóállomás Washington, Oregon, Idaho és Brit Columbia államokat fedi le. A hálózat csatornái híreket, beszélgetős műsorokat, jazzt, valamint klasszikus- és népzenét játszanak; bizonyos időszakokban (Morning Edition, All Things Considered és Weekend Edition) pedig az NPR műsorát sugározzák.

## Történet
Az egyetem első rádióadója a KWSU-AM volt, amely az 1908 és 1922 közötti kísérleti működést követően 1922. december 10-én KFAE hívójellel hivatalosan is elindult, 1925-től pedig KWSC (az akkori főiskola névbetűi) jellel működött; elsődleges vételi körzete a Csendes-óceán partvidéke volt. Miután a főiskola egyetemi státuszt szerzett, az egyetemi rádió hívójele 1969. március 1-jén KWSU-ra változott. Edward R. Murrow, Keith Jackson és Barry Serafin is itt kezdte karrierjét. A KWSU a National Public Radio alapító tagja, valamint egyike annak a 90 adónak, ahol hallható volt az All Things Considered 1971-es nyitóepizódja.
A rádió 1982-ben nőtte ki magát hálózattá, amikor bekapcsolták a KFAE-FM-et, a Tri-Cities terület első közrádióját. Két évvel később az idahói megszorítások miatt a WSU vette át az Idahói Egyetem KUID-FM-jének üzemeltetését, amely KRFA hívójellel működött tovább. 1992-től 2016-ig a hálózat további tizenhat adóval bővült. Öt állomás a Cascade-hegységtől nyugatra, a többi attól keletre található.
A rádió székhelye a pullmani campus Edward R. Murrow Kommunikációs Központban van, emellett további stúdiók találhatóak a richlandi Tri-Cities telephelyen, illetve az Idahói Egyetem moscowi kampuszán. A rádió irodái Tacomában és Wenatchee-ben helyezkednek el.

## Csatornák
Az NWPR két hálózatra oszlik: a KWSU-AM-en alapuló hét csatorna híreket, a KRFA-FM-en alapulo tizenegy adó pedig a National Public Radio műsorait és klasszikus zenét játszik. A 2013 novemberében indult KJEM-FM-en napi 24 órában jazz hallható hírek vagy más megszakítások nélkül.
Hírek
| Telephely    | Frekvencia | Hívójel | Vételi körzet       |
| ------------ | ---------- | ------- | ------------------- |
| Pullman      | 1250 kHz   | KWSU-AM | Moscow              |
| Yakima       | 88,5 MHz   | KYVT-FM | Serah, Union Gap    |
| Chehalis     | 88,9 MHz   | KSWS-FM | Centralia, Olympia  |
| Walla Walla  | 89,7 MHz   | KWWS-FM | Tri-Cities          |
| Mount Vernon | 89,7 MHz   | KMWS-FM | Burlington          |
| Omak         | 90,1 MHz   | KQWS-FM | Kelowna             |
| Moses Lake   | 91,5 MHz   | KLWS-FM | Ephrata, Ellensburg |

A fentieket kiegészítve Pullmanben (amely a KWSU 0 és 6 óra közötti kötelező üzemszünete alatt is működik), Clarkstonban, Ellensburgben, Leavenworth-ban, Bellinghamben és Forksban működnek átjátszóadók.
Klasszikus zene
| Telephely    | Frekvencia | Hívójel | Vételi körzet         |
| ------------ | ---------- | ------- | --------------------- |
| Manson       | 88,3 MHz   | KHNW-FM | Chelan                |
| Richland     | 89,1 MHz   | KFAE-FM | Pasco, Kennewick      |
| Cottonwood   | 90,1 MHz   | KNWO-FM | Grangeville           |
| Port Angeles | 90,1 MHz   | KNWP-FM | Victoria              |
| Yakima       | 90,3 MHz   | KNWY-FM | Saleh, Union Gap      |
| Clarkston    | 90,5 MHz   | KNWV-FM | Lewiston              |
| Ellensburg   | 90,7 MHz   | KNWR-FM | Wenatchee, Moses Lake |
| Tacoma       | 90,9 MHz   | KVTI-FM | Seattle, Olympia      |
| Forks        | 91,5 MHz   | KNWU-FM |                       |
| Moscow       | 91,7 MHz   | KRFA-FM | Pullman               |
| Bellingham   | 91,7 MHz   | KZAZ-FM |                       |

A fentieket kiegészítve Goldendale-ben, Cashmere-ben, Chelanben, Ephrataben, a Wallowa völgyben, Clarkstonban, Orofinóban és Kamiah-ban működnek átjátszóadók.
A KFAE-FM a szolgáltatás 2014. augusztus 15-i megszűnését megelőzően a 67 kHz-es segédvivősávon vakoknak szóló felolvasóműsort sugárzott; a régióban ilyen a spokane-i KPBX-FM-en, illetve a seattle-i KUOW-FM-en volt elérhető, azonban ehhez speciális vevőkészülék volt szükséges.
Jazz
| Telephely | Frekvencia | Hívójel | Vételi körzet   |
| --------- | ---------- | ------- | --------------- |
| Pullman   | 89,9 MHz   | KJEM-FM | Pullman, Moscow |

## Fordítás
Ez a szócikk részben vagy egészben  a   Northwest Public Radio című angol Wikipédia-szócikk ezen változatának fordításán alapul.  Az eredeti cikk szerkesztőit annak laptörténete sorolja fel. Ez a jelzés csupán a megfogalmazás eredetét és a szerzői jogokat jelzi, nem szolgál a cikkben szereplő információk forrásmegjelöléseként.